# Список умерших в 984 году

## Январь
- 22 января — Миро III, граф Бесалу (под именем Миро II; 968—984), граф-соправитель Сердани и Конфлана (под именем Миро III; 968—984), епископ Жироны (970—984).

## Август
- 1 августа — Этельвольд Уинчестерский, епископ Уинчестерский (963—984).
- 20 августа — Иоанн XIV, Папа Римский (983—984)[1].

## Сентябрь
- 15 сентября — Эдита Уилтонская, святая римско-католической церкви.

## Декабрь
- 15 декабря — Торнике Эристави, грузинский полководец, патрикий, основатель Иверского монастыря, преподобный Грузинской Православной Церкви[2].

## Дата смерти неизвестна или требует уточнения
- Бологгин ибн Зири, основатель государства Зиридов, первый фактически независимый от халифата Фатимидов наследственный правитель Алжира и Ифрикии (972—984).
- Гастон I, виконт Беарна (ок. 940—984).
- Герберга Саксонская, королева Западно-Франкского государства (939—954).
- Йордан, римско-католический церковный деятель, первый епископ Польши.
- Марин II, герцог Гаэты (978—984)[3].
- Мушел, армянский царь Карса (962—984)[4].
- Эйнион ап Оуайн, наследный принц и военачальник Дехейбарта.